# Дорожное (Винницкая область)
Дорожное (укр. Дорожнє) — село в Винницком районе Винницкой области Украины.
Код КОАТУУ — 0520681803. Население по переписи 2001 года составляет 613 человек. Почтовый индекс — 23217. Телефонный код — 432.
Занимает площадь 0,332 км².

## Адрес местного совета
23217, Винницкая область, Винницкий р-н, с. Дорожное, ул. Шевченко, 1